# 常総市立飯沼小学校
常総市立飯沼小学校（じょうそうしりついいぬましょうがっこう）は、茨城県常総市鴻野山にある公立小学校。

## 概要

### 教育目標
『人間性豊かで、心身ともにたくましく、主体的に行動できる児童の育成』

## 沿革

### 略歴
1873年（明治6年）に鴻山小学校として開校し、石下町立飯沼小学校を経て、現在の状態になった。

### 年表
出典

## 学区
学区は以下の通りである。
崎房、馬場、鴻野山、大沢新田、古間木沼新田、古間木、古間木新田、馬場新田、鴻野山新田、栗山新田、左平太新田、孫兵ヱ新田、大沢地区

## 交通アクセス
- 関東鉄道常総線石下駅下車、徒歩約54分